# Leptogenys vitiensis
Leptogenys vitiensis é uma espécie de formiga do gênero Leptogenys, pertencente à subfamília Ponerinae.